# 中土村
中土村（なかつちむら）は長野県北安曇郡にあった村。現在の小谷村大字中土にあたる。

## 地理
- 山：中西山、奥西山、堂津岳、柳原岳、松尾山、薬師岳、天狗原山、金山、雨飾山、立山、平倉山、大渚山、奉納山
- 河川：姫川、中谷川、土谷川

## 歴史
- 1889年（明治22年）4月1日 - 町村制の施行により、北安曇郡中土村が単独で自治体を形成。
- 1958年（昭和33年）4月1日 - 北小谷村・南小谷村と新設合併して小谷村が発足。同日中土村廃止。

## 交通

### 鉄道路線
村内に鉄道駅はなし。日本国有鉄道大糸線の中土駅は、隣接する南小谷村に所在した。

### 道路
- 国道148号